# Schizopera minuticornis
Schizopera minuticornis är en kräftdjursart som beskrevs av Sars 1909. Schizopera minuticornis ingår i släktet Schizopera och familjen Diosaccidae. Inga underarter finns listade i Catalogue of Life.